# Karsten Konow
Karsten Magnus Konow (ur. 16 lutego 1918 w Oslo, zm. 10 lipca 1945 w Stavanger) – norweski żeglarz, olimpijczyk, zdobywca srebrnego medalu w regatach na Letnich Igrzyskach Olimpijskich w 1936 roku w Berlinie.
Na Letnich Igrzyskach Olimpijskich 1936 zdobył srebro w żeglarskiej klasie 6 metrów. Załogę jachtu Lully II tworzyli również Vaadjuv Nyqvist, Alf Tveten, Magnus Konow i Fredrik Meyer.
Syn Magnusa Konowa, szwagier Larsa Musæusa i Ragnara Hargreavesa, żeglarzy-olimpijczyków.